# بهروز صمدوف
بهروز صمدوف (ترکی آذربایجانی: Bəhruz Səmədov؛ زادهٔ ۲۹ آوریل ۱۹۹۵) پژوهشگر، فعال صلح و زندانی سیاسی اهل جمهوری آذربایجان است. او نویسندهٔ ثابت در اوسی مدیا و مؤسسهٔ تحقیقاتی باکو است. صمدوف به خاطر نوشته‌های انتقادیش در مورد دولت آذربایجان و موضع صلح‌آمیزش در درگیری قره‌باغ کوهستانی شناخته شده است.
او در اوت ۲۰۲۴ توسط سرویس امنیت دولتی جمهوری آذربایجان بازداشت شد و تحت مادهٔ ۲۷۴ (خیانت) قانون مجازات به زندان افتاد. بازداشت او به شدت توسط تعدادی از مؤسسات محلی و بین‌المللی مورد انتقاد قرار گرفته است. او در حال حاضر در مرکز بازداشت سرویس امنیت دولتی جمهوری آذربایجان نگهداری می‌شود.

## زندگی
بهروز ولی اوغلو صمدوف در تاریخ ۲۹ آوریل ۱۹۹۵ در باکو، جمهوری آذربایجان به دنیا آمد. از سال ۲۰۰۱ تا ۲۰۱۲، در مدرسهٔ متوسطهٔ شمارهٔ ۲۵۱ در منطقهٔ نظامی تحصیل کرد. در سال ۲۰۱۲، به دانشکدهٔ زبان‌شناسی شعبهٔ باکوی دانشگاه دولتی مسکو که به نام م.و. لومونوسف نام‌گذاری شده بود، رفت و در سال ۲۰۱۶ فارغ‌التحصیل شد. در سال‌های ۲۰۱۶ تا ۲۰۱۸، در همان دانشگاه مدرک کارشناسی ارشد زبان‌شناسی را دریافت کرد و در سال‌های ۲۰۱۸ تا ۲۰۱۹، مدرک کارشناسی ارشد روابط بین‌الملل را از دانشگاه اروپای مرکزی در مجارستان گرفت. از سال ۲۰۱۹، دانشجوی دکتری بخش علوم سیاسی در مؤسسهٔ مطالعات سیاسی پراگ از دانشگاه کارل، جمهوری چک است.
صمدوف در سال‌های ۲۰۲۱ تا ۲۰۲۲، به عنوان کارآموز در مؤسسهٔ روابط بین‌الملل در پراگ، و در سال ۲۰۲۳ به عنوان پژوهشگر در دانشگاه فریدریش شیلر در ینا فعالیت کرد.

## فعالیت‌های اجتماعی
بهروز صمدوف در سال ۲۰۱۳ به عضویت جبهه خلق آذربایجان درآمد و در انتخابات ریاست‌جمهوری همان سال، به‌طور فعال در کمپین نامزد شورای ملی، جمیل حسنلی، شرکت کرد. از سال ۲۰۱۳ تا ۲۰۲۰، عضو جنبش مدنی ندا بود و در سال‌های ۲۰۱۷ تا ۲۰۱۸، در هیئت مدیرهٔ ندا نمایندگی داشت. در ۱ نوامبر ۲۰۱۵، در برگهٔ رأی‌گیری مورد استفاده در انتخابات پارلمانی، نام‌های زندانیان سیاسی و «آزادی برای زندانیان سیاسی!» را نوشت. یک روز بعد، به ادارهٔ کل پلیس شهر باکو برای نوشتن این شعار احضار شد. در اداره، پلیس به صمدوف فشار آورد تا بابت نوشتن شعار در برگه عذرخواهی کند. او پس از تقریباً ۳ ساعت بازداشت، آزاد شد.
صمدوف بارها در تجمعات اپوزیسیون و اعتراضات جامعهٔ مدنی شرکت کرده است. در ۹ سپتامبر ۲۰۲۰، او در حین اعتراضات به آزادی زندانی سیاسی توفیق یعقوبلو توسط پلیس بازداشت شد.

## پژوهش
بهروز صمدوف از سال ۲۰۱۶ به عنوان یک پژوهشگر شناخته می‌شود. او در مقالات خود به انتقاد از قدرت رئیس‌جمهور جمهوری آذربایجان، الهام علی‌اف، که بیش از ۲۰ سال به طول انجامید، پرداخته و حکومت او را اقتدارگرا خوانده است. مقالات او در اوسی مدیا، اوراسیانت، اوپن‌دموکراسی، و دیگر پلتفرم‌های خبری مستقل، موسسهٔ گزارش جنگ و صلح (IWPR)، موسسی پژوهشی باکو و بنیاد تحقیقات بین‌المللی سیاست و همچنین در مجلهٔ بین‌المللی سیاست، شرق اروپای جدید و نسخهٔ قفقاز منتشر شده است. صمدوف به‌طور منظم به عنوان تحلیلگر سیاسی در رادیو آزادی، بی‌بی‌سی نیوز،  و دوزهد در روسیه و کانال ۲۴ در جمهوری چک ظاهر می‌شود.
در سال ۲۰۲۰، بهروز صمدوف به مخالفت با عملیات نظامی که در طول جنگ دوم قره‌باغ، دورهٔ پس از جنگ، بحران مرزی ارمنستان و آذربایجان و حملهٔ ۲۰۲۳ جمهوری آذربایجان به قره‌باغ کوهستانی رخ داد، پرداخت. صمدوف اظهار داشت که راه حل منازعهٔ قره‌باغ کوهستانی را در صلح می‌بیند، و جنایات جنگی که در طول عملیات نظامی رخ داد را نقد کرد. مقالات صمدوف در مورد جنگ و صلح بارها مورد هدف رسانه‌های حامی دولت قرار گرفت و او با القاب «خیانتکار» و «حامی ارمنی‌ها» مورد توهین قرار گرفت.
در آوریل ۲۰۲۱، در مقاله‌ای با عنوان اقتدارگرایی آذربایجانی و پارک جوایز نظامی باکو که در پلتفرم خبری مستقل اوراسیانت منتشر شد، صمدوف نمایش کلاه‌خودهای سربازان کشته‌شدهٔ ارمنی در پارک جوایز نظامی را غیرانسانی خواند و به انتقاد از نمایش ارامنه به عنوان دشمنان توسط مقامات آذربایجانی در طول دهه‌ها پرداخت. همچنین، او به دلیل اینکه در مقاله‌ای که در سال ۲۰۲۳ تحت عنوان آذربایجان به یک جایگزین برای ملی‌گرایی نظامی نیاز دارد در اوسی مدیا منتشر شد، نوشت که «رفتار با ارامنه در آذربایجان به فاشیسم نزدیک است»، توسط سایت‌های خبری حامی دولت به عنوان «خیانتکار» و «حامی ارمنی‌ها» معرفی شد.
در مصاحبه‌ای با اوسی مدیا در آوریل ۲۰۲۳، صمدوف آنچه در گذرگاه لاچین اتفاق افتاد را «محاصره» خواند و اظهار داشت که هدف اصلی از این کار، پاکسازی قره‌باغ کوهستانی از ارامنه بوده است. پیش‌بینی او در سپتامبر همان سال تأیید شد. بهروز صمدوف پژوهشگر در زمینهٔ هژمونی و گفتمان‌های سیاسی در آذربایجان، همچنین مسائل هویت، ثبات سیاسی و عوام‌گرایی بر اساس نظریه‌های پساساختارگرایی و روان‌کاوی است.

## زندانی شدن

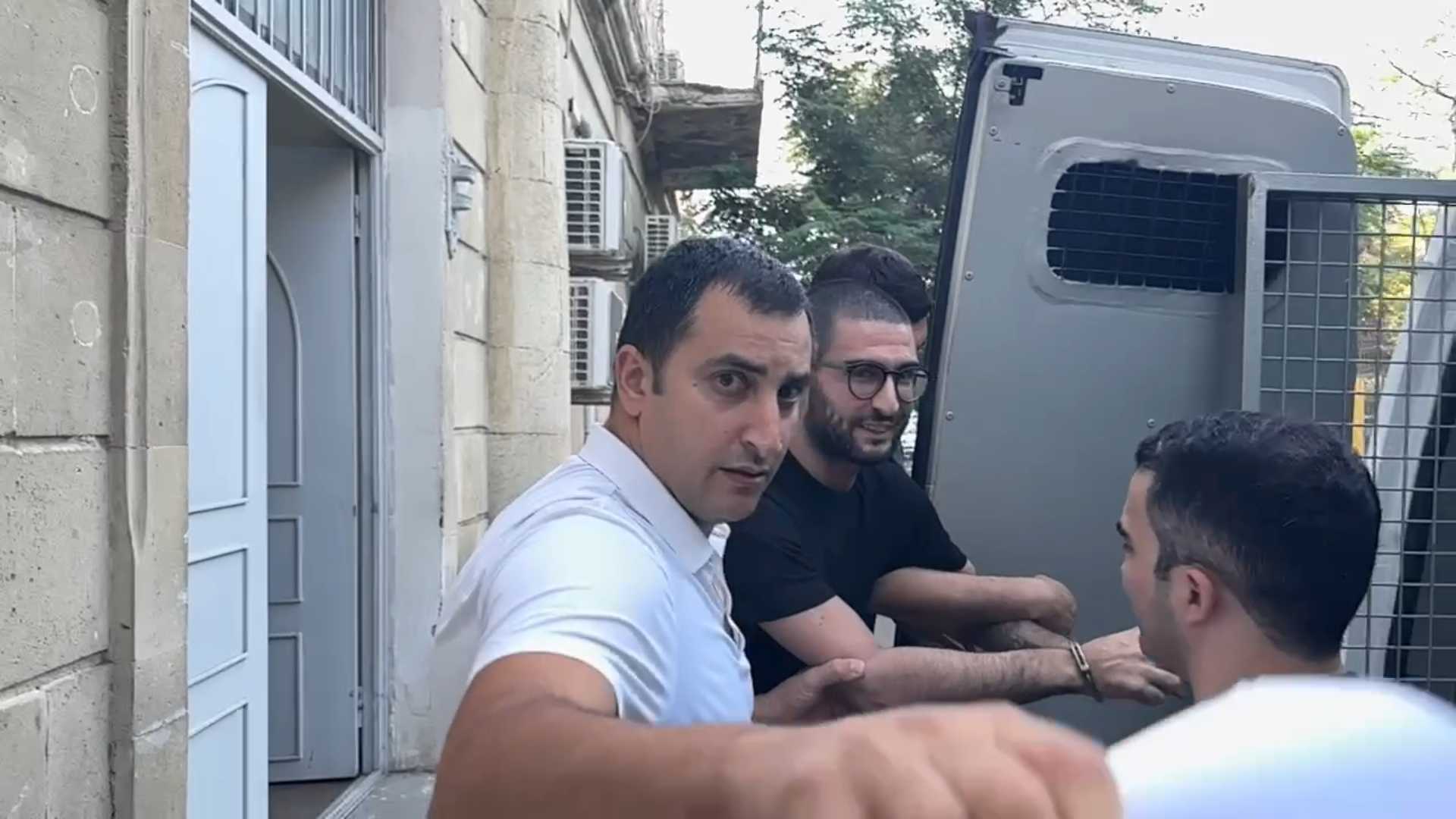
آوردن بهروز صمدوف به دادگاه.

بهروز صمدوف در اوت ۲۰۲۴ دستگیر شد. در تاریخ ۲۱ اوت، دوستانش در شبکه‌های اجتماعی گزارش دادند که بیش از ۶ ساعت از بهروز صمدوف خبری نداشته‌اند. دوستش، آیخان زایدزاده، گفت که در حدود ساعت ۱۶:۲۵ (یوتی‌سی ۴:۰۰+)، صمدوف پیامی در تلگراف برای او فرستاد مبنی بر اینکه قرار است دستگیر شود. پس از این پیام، هیچ خبری از او دریافت نشد. به گفتهٔ مادربزرگش، زبیده عثمانوا، در تاریخ ۲۱ اوت، حدود ساعت ۱۶:۰۰، صمدوف از خانه خارج شد تا با دوستی ملاقات کند. حدود نیم ساعت بعد، ۵–۶ نفر به خانه‌شان آمدند، خود را به عنوان کارکنان سرویس امنیت دولتی (SSS) معرفی کردند و گفتند که شکایتی دربارهٔ قاچاق مواد مخدر صمدوف وجود دارد. در حین جستجو، کامپیوتر، اسناد، مدارک، و کتابی با مقالهٔ صمدوف به زبان انگلیسی را برداشتند. سپس، وکیلی به نام وفا با عثمانوا تماس گرفت و گفت که صمدوف به دلیل مکاتباتش با مردم ارمنی و مقالاتش که «به دستور ارمنی‌ها» نوشته شده بود، به خیانت «متهم» شده است. نه خانواده‌اش و نه وکیل او، که توسط خانواده‌اش برای دفاع از حقوق او استخدام شده بود، برای مدت ۲ روز از وضعیت بهروز صمدوف اطلاع پیدا نکردند.
به گفتهٔ آیخان زایدزاده، صمدوف «تمام عمرش را به آموزش و پژوهش اختصاص داده است و هیچ ارتباطی با اتهام‌های ذکرشده ندارد.» در تاریخ ۲۲ اوت ۲۰۲۴، سرویس امنیت دولتی در تماس با خانوادهٔ او به آنها گفته که صمدوف به دلیل اتهاماتی از جمله قاچاق مواد مخدر و دیگر جرایم تحت تعقیب قرار دارد.
سرویس امنیت دولتی جمهوری آذربایجان ادعا می‌کند که دلیل بازداشت صمدوف، تحقیقات مربوط به قاچاق مواد مخدر و دیگر جرایم است. مقامات آذربایجانی اتهام خیانت را رد کرده‌اند و گفته‌اند که این بازداشت به دلیل تحقیقاتی است که صمدوف در مورد قاچاق مواد مخدر و دیگر جرایم داشته است.

## وضعیت فعلی
ساعت ۲۱:۴۰ در تاریخ ۲۸ اوت، به گزارش‌های منتشر شده، صمدوف در سلول انفرادی زندان کاراجا به سر می‌برد. گزارش‌ها حاکی از آن است که او تحت فشار و شکنجه قرار دارد.
در تاریخ ۲۹ اوت ۲۰۲۴، اولین جلسه دادگاه برای بررسی اتهامات بهروز صمدوف برگزار شد.